# Fa sostingut major
Fa sostingut major (també Fa#M en la notació europea i F# en la notació americana) és la tonalitat que té l'escala major a partir de la nota fa#. Així, la seva escala està constituïda per les notes fa#, sol#, la#, si, do#, re# i mi#. La seva armadura té sis sostinguts (do, re, mi, fa, sol, la). El seu relatiu menor és la tonalitat de re sostingut menor, i la tonalitat homònima és fa sostingut menor.
Domenico Scarlatti va compondre només dues sonates en aquesta tonalitat: les K. 318 i K. 319. Cap de les seves sonates està en una tonalitat amb més sostinguts. L'única simfonia del repertori estàndard seria la Simfonia núm. 10 de Gustav Mahler, que va quedar inconclusa, si bé hi ha alguns moviments d'altres simfonies que estan en aquesta tonalitat. Dues de les sonates per a piano de Aleksandr Skriabin, les núm. 4 i núm. 5, estan en fa sostingut major. En sinestèsia, és utilitzada per representar el color marró.